# Philip Wilson

Erzbischofswappen von Philip Wilson

Philip Edward Wilson (* 2. Oktober 1950 in Cessnock, New South Wales; † 17. Januar 2021) war ein australischer Geistlicher und römisch-katholischer Erzbischof von Adelaide. Er war Präsident der australischen Bischofskonferenz und wurde wegen Vertuschung sexuellen Missbrauchs verurteilt und wieder freigesprochen; er engagierte sich wesentlich bei den Reformen des kirchlichen Umgangs mit Missbrauchsfällen in Australien.

## Leben
Philip Wilson, ältestes von fünf Geschwistern, studierte Philosophie und Theologie am Sankt-Patrick-Seminar in Manly und am Katholischen Institut von Sydney. Der Weihbischof in Sydney, Edward Bede Clancy, spendete ihm am 23. August 1975 die Priesterweihe. Er war zunächst in der Seelsorge in New South Wales tätig. 1977/78 absolvierte er ein pädagogisches Aufbaustudium in New York City. 1978 wurde er Direktor für die religiöse Erziehung im Bistum Maitland (heute Bistum Maitland-Newcastle). 1983 übernahm er eine Pfarrstelle in Maitland und 1987 erfolgte die Ernennung zum Generalvikar. Von 1990 bis 1995 absolvierte er ein Studium in Kirchenrecht an der Katholischen Universität von Amerika in Washington, D.C.
Papst Johannes Paul II. ernannte ihn am 12. April 1996 zum Bischof von Wollongong. Die Bischofsweihe spendete ihm der Erzbischof von Sydney, Edward Bede Kardinal Clancy, am 10. Juli desselben Jahres; Mitkonsekratoren waren Leo Morris Clarke, emeritierter Bischof von Maitland-Newcastle, und William Edward Murray, emeritierter Bischof von Wollongong.
Am 30. November 2000 ernannte ihn der Papst zum Koadjutorerzbischof von Adelaide. Mit der Emeritierung Leonard Faulkners am 3. Dezember 2001 folgte er diesem im Amt des Erzbischofs von Adelaide nach. Bei seinem lateinischen Wahlspruch Non nobis domine handelt es sich um den Beginn von Psalm 113:9 (Non nobis Domine, Domine non nobis, Domine, sed nomini, sed nomini tuo da gloriam, auf Deutsch: Nicht uns, Herr, Herr nicht uns, Herr, sondern dem Namen, deinem Namen gib Ruhm).
Philip Wilson war Präsident der australischen Bischofskonferenz (Australian Catholic Bishops Conference ACBC) von 2006 bis 2012 und deren Vizepräsident von 2012 bis 2016.
Von 2003 bis 2018 war Wilson erster Großprior der neugegründeten Statthalterei South-Australia des Ritterordens vom Heiligen Grab zu Jerusalem.
Am 22. Mai 2018 wurde Wilson von einem Gericht in Newcastle für schuldig befunden, in den 1970er-Jahren verhindert zu haben, dass ein pädophiler Priester zur Rechenschaft gezogen wurde, der sich an mindestens vier Jungen vergangen haben soll. Wilson erklärte daraufhin, er werde sein Amt bis auf Weiteres ruhen lassen („stand aside“). Am 3. Juni 2018 ernannte Papst Franziskus den Bischof von Port Pirie, Gregory O’Kelly, zum Apostolischen Administrator sede plena für das Erzbistum Adelaide, womit Wilsons Amtsausübung als Erzbischof auch offiziell ruhte. Am 3. Juli 2018 wurde Wilson zu einem Jahr Freiheitsstrafe ohne Bewährung verurteilt. Damit war er der bis dahin weltweit ranghöchste katholische Geistliche, dem wegen des Vorwurfs der Vertuschung von Kindesmissbrauch der Prozess gemacht wurde. Da bei Wilson die Alzheimer-Krankheit im Frühstadium diagnostiziert wurde, gestattete ihm das Gericht, die Strafe als Hausarrest mit elektronischer Fußfessel zu verbüßen. Wilson legte Berufung gegen seine Verurteilung ein und lehnte einen Rücktritt weiter ab. Am 19. Juli 2018 appellierte Australiens Premierminister Malcolm Turnbull an Papst Franziskus, den Bischof zu entlassen; Australiens Nationaler Priesterrat (National Council of Priests, NCP), dem etwa 1700 Priester angehören, unterstützte diesen und andere Appelle an den Papst ausdrücklich, da die Amtsenthebung „dem Wohl der Kirche in Australien und dem Wohl des Volkes Gottes in der Erzdiözese Adelaide“ dienen würde. Am 30. Juli 2018 nahm der Papst Wilsons Rücktritt an. Er trat seine Strafe am 14. August 2018 an. Das Berufungsgericht sprach Wilson im Dezember 2018 frei.
Philip Wilson starb am 17. Januar 2021 im Alter von 70 Jahren; er war seit längerem gesundheitlich eingeschränkt und litt an einer Krebserkrankung.